# Герреро (муниципалитет Чиуауа)
Герреро (исп. Guerrero) — муниципалитет в Мексике, штат Чиуауа с административным центром в городе Висенте-Герреро. Численность населения, по данным переписи 2010 года, составила 39 626 человек.

## Общие сведения
Название Guerrero дано в честь национального героя, генерала Висенте Герреро.
Площадь муниципалитета равна 5730 км², что составляет 2,32 % от общей площади штата, а наивысшая точка — 2660 метров, расположена в поселении Ерокачи.
Он граничит с другими муниципалитетами штата Чиуауа: на севере с Матачи, Намикипой и Бачинивой, на востоке с Куаутемоком и Кусиуирьячи, на юге с Каричи и Бокойной, на западе с Окампо и Темосачиком.

## Учреждение и состав
Муниципалитет был образован в 1825 году, в его состав входит 477 населённых пунктов, самые крупные из которых:
| Код INEGI | Населённый пункт                                                                                      | Численность населения (2005 год) | Численность населения (2010 год) |
| --------- | --- | -------------------------------- | -------------------------------- |
| 031       | Всего                                                                                                 | 37249                            | 39626                            |
| 0003      | Ла-Хунта (исп. La Junta) 28°28′40″ с. ш. 107°19′54″ з. д.                                             | 8702                             | 8930                             |
| 0001      | Висенте-Герреро (исп. Vicente Guerrero) 28°32′52″ с. ш. 107°29′08″ з. д.                              | 6536                             | 7751                             |
| 0128      | Томочи (исп. Tomochi) 28°20′51″ с. ш. 107°50′46″ з. д.                                                | 2404                             | 2818                             |
| 0023      | Басучиль (исп. Basúchil) 28°31′12″ с. ш. 107°23′53″ з. д.                                             | 1376                             | 1451                             |
| 0071      | Сан-Исидро-Паскуаль-Ороско (исп. Orozco (San Isidro Pascual Orozco)) 28°34′35″ с. ш. 107°26′37″ з. д. | 1134                             | 1263                             |
| 0072      | Пачера (исп. Pachera) 28°17′00″ с. ш. 107°24′04″ з. д.                                                | 848                              | 801                              |
| 0117      | Санто-Томас (исп. Santo Tomás) 28°41′11″ с. ш. 107°34′21″ з. д.                                       | 692                              | 674                              |
| 0126      | Эстасьон-Терреро (исп. Estación Terrero) 28°14′59″ с. ш. 107°26′25″ з. д.                             | 673                              | 671                              |

## Экономика
По статистическим данным 2000 года, работоспособное население занято по секторам экономики в следующих пропорциях: сельское хозяйство, скотоводство и рыбная ловля — 36,4 %, промышленность и строительство — 26,2 %, сфера обслуживания и туризма — 35 %, прочее — 2,4 %.

## Инфраструктура
По статистическим данным 2010 года, инфраструктура развита следующим образом:
- электрификация: 93 %;
- водоснабжение: 94,9 %;
- водоотведение: 71,4 %.

## Фотографии

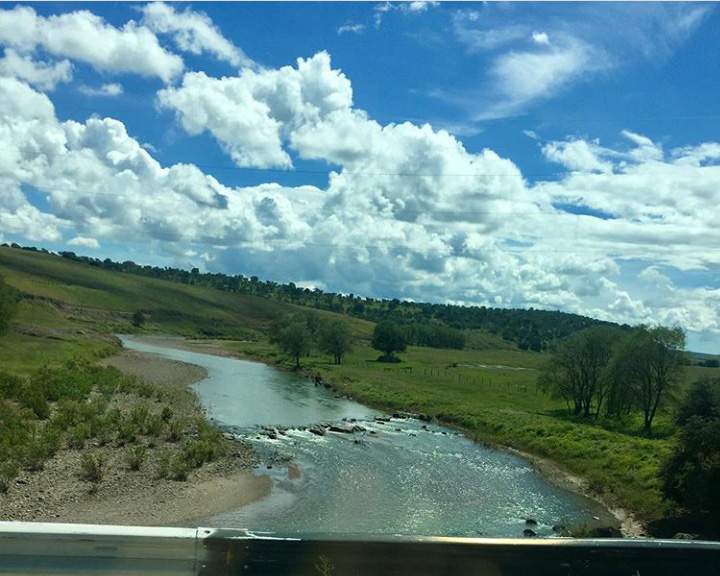
Река Патигачик
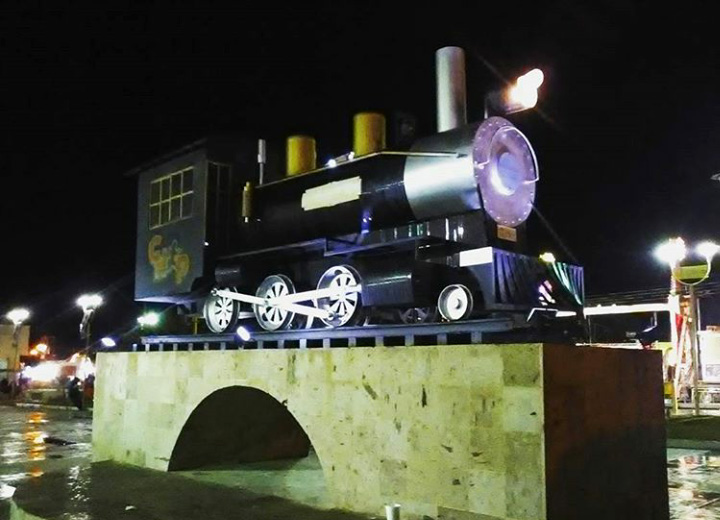
Символ Ла-Хунты
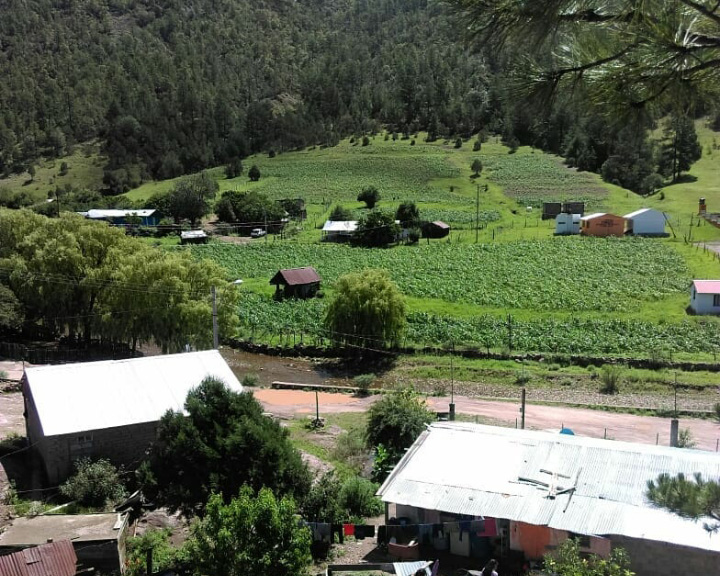
Вид на Томочи
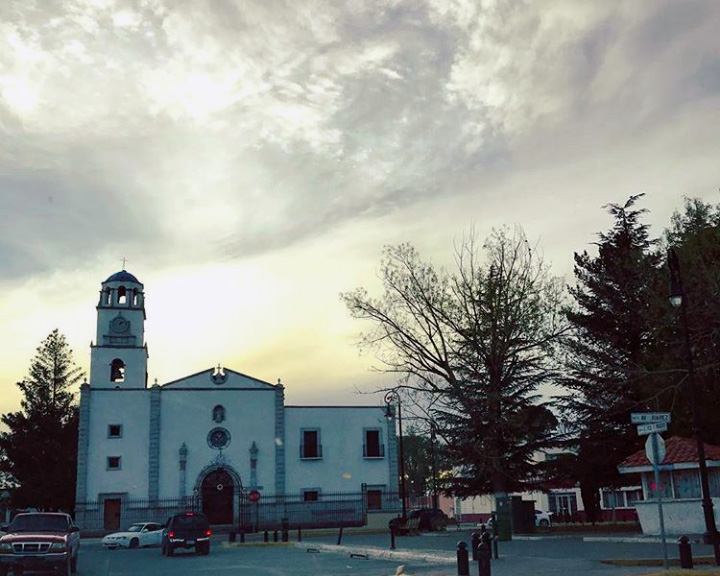
Церковь Девы Марии в Висенте-Герреро
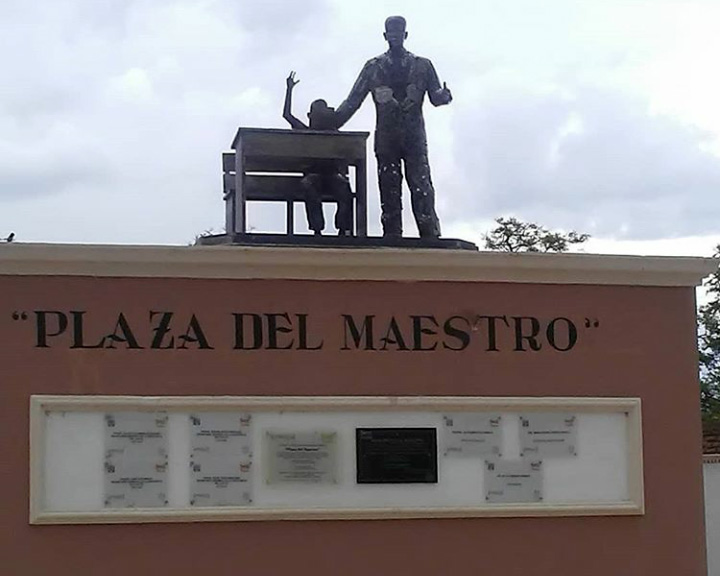
Памятник в Сан-Исидро-Паскуаль-Ороско